# À l'abordage !!
Pour les articles homonymes, voir À l'abordage.
À l'abordage !! est le trente-troisième album de la bande-dessinée Boule et Bill, dessiné par Laurent Verron.

## Présentation de l'album
Comme l'indique son titre, À l'abordage !! contient plusieurs gags en rapport avec la piraterie. Cependant, seules dix planches y sont entièrement dédiées. Les autres histoires explorent d'autres thématiques, avec des thèmes plus ou moins récurrents.

## Personnages principaux
- Boule, le jeune maître de Bill.
- Bill, le cocker roux susceptible et farceur.
- Caroline, la tortue romantique amoureuse de Bill.
- Pouf, le meilleur ami de Boule.
- Les parents de Boule.

## Personnages secondaires
- Mme Stick et son chat, antagonistes de la série.
- Le voleur, grand ami de Bill et Caroline, qui n'hésite pas à « emprunter » une voiture de police pour assister au spectacle scolaire de Boule.
- Le boucher, vénéré par Bill ; entre eux, c'est une longue histoires d'amitié.
- Les autres amis de Bill et Boule apparaissent régulièrement.
- L'agent 22, simplement aperçu dans ce tome, est une nouvelle fois ridiculisé : sa voiture de patrouille lui est momentanément dérobée par le voleur.

### Articles externes
- « Boule et Bill -33- À l'abordage !! », sur bedetheque.com.
- Boule et Bill - Tome 33 : À l'abordage !! sur dargaud.com (consulté le 13 mars 2022).